# Matthew Spiranovic
Matthew Spiranovic, avstralski nogometaš, * 27. junij 1988.
Za avstralsko reprezentanco je odigral 36 uradnih tekem.